# أبيمديون
الأبيمديون (الاسم العلمي: Epimedium) هو جنس من النباتات يتبع الفصيلة البرباريسية من رتبة الحوذانيات.

## أنواع الأبيمديون
- أبيمديون أزغب
- أبيمديون أصفر
- أبيمديون أقطع
- أبيمديون ألبي
- أبيمديون بهشي الأوراق
- أبيمديون ثنائي الورق
- أبيمديون جريسي
- أبيمديون دافيدي
- أبيمديون دائم الخضرة
- أبيمديون ريشي
- أبيمديون سهمي
- أبيمديون شبكي
- أبيمديون صغير الأوراق
- أبيمديون عالي
- أبيمديون عديد الأسدية
- أبيمديون غشائي
- أبيمديون فارغيسي
- أبيمديون قليل الأزهار
- أبيمديون كبير الأزهار
- أبيمديون كوري
- أبيمديون متطاول
- أبيمديون متعدد الأزهار
- أبيمديون مستدق
- أبيمديون نجيمي
- أبيمديون هلبي
- أبيمديون هوناني
- أبيمديون ووشاني
- أبيمديون يونغياني

## الإستخدامات
يستخدم أبيمديون في العلاج والسيطرة والوقاية، وتحسين الأمراض والظروف والأعراض التالية:
إصابة الأعصاب الطرفية
عدم القدرة على الانتصاب
متلازمة سن اليأس
هشاشة العظام

## صور

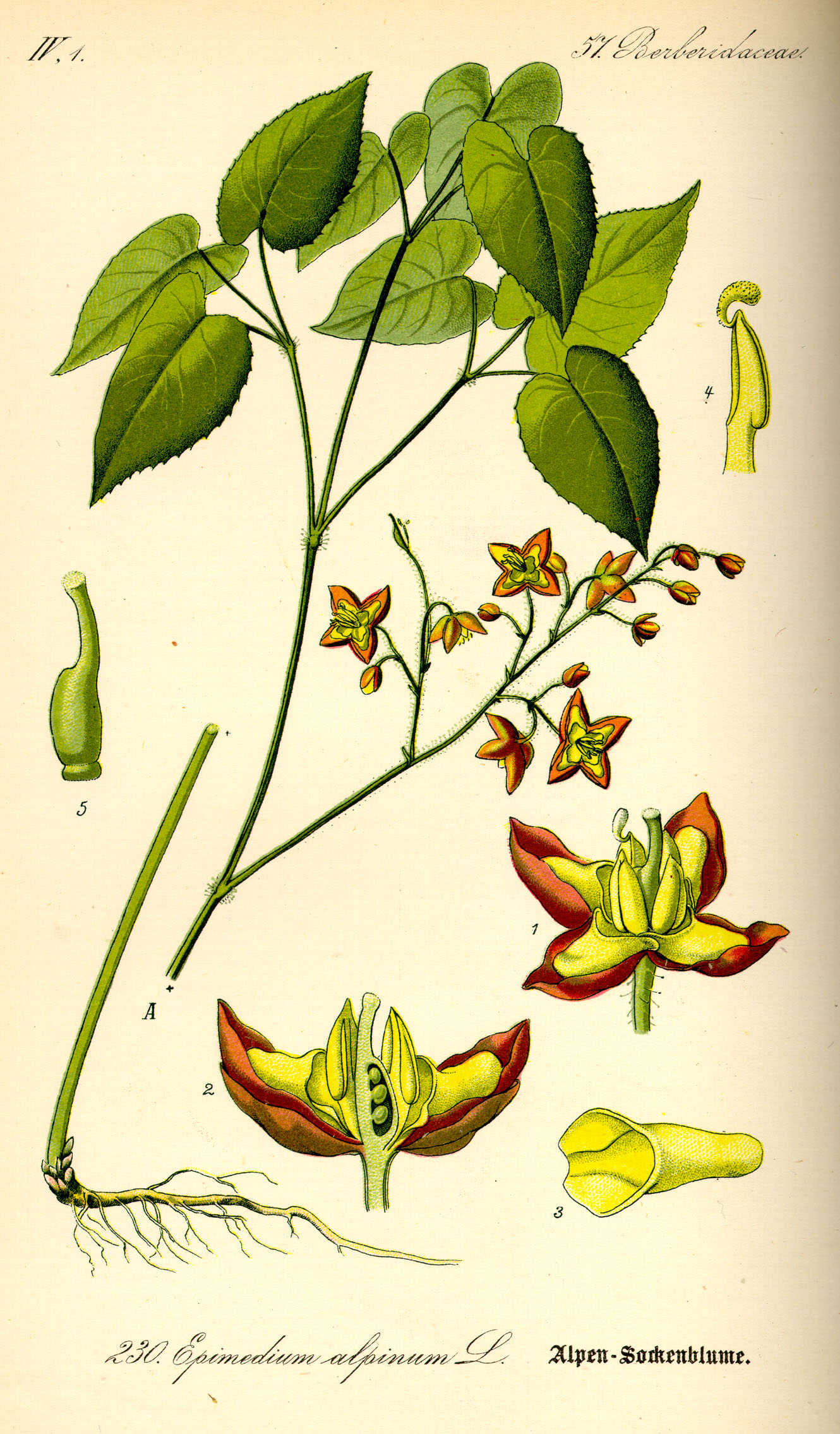
أبيمديون ألبي
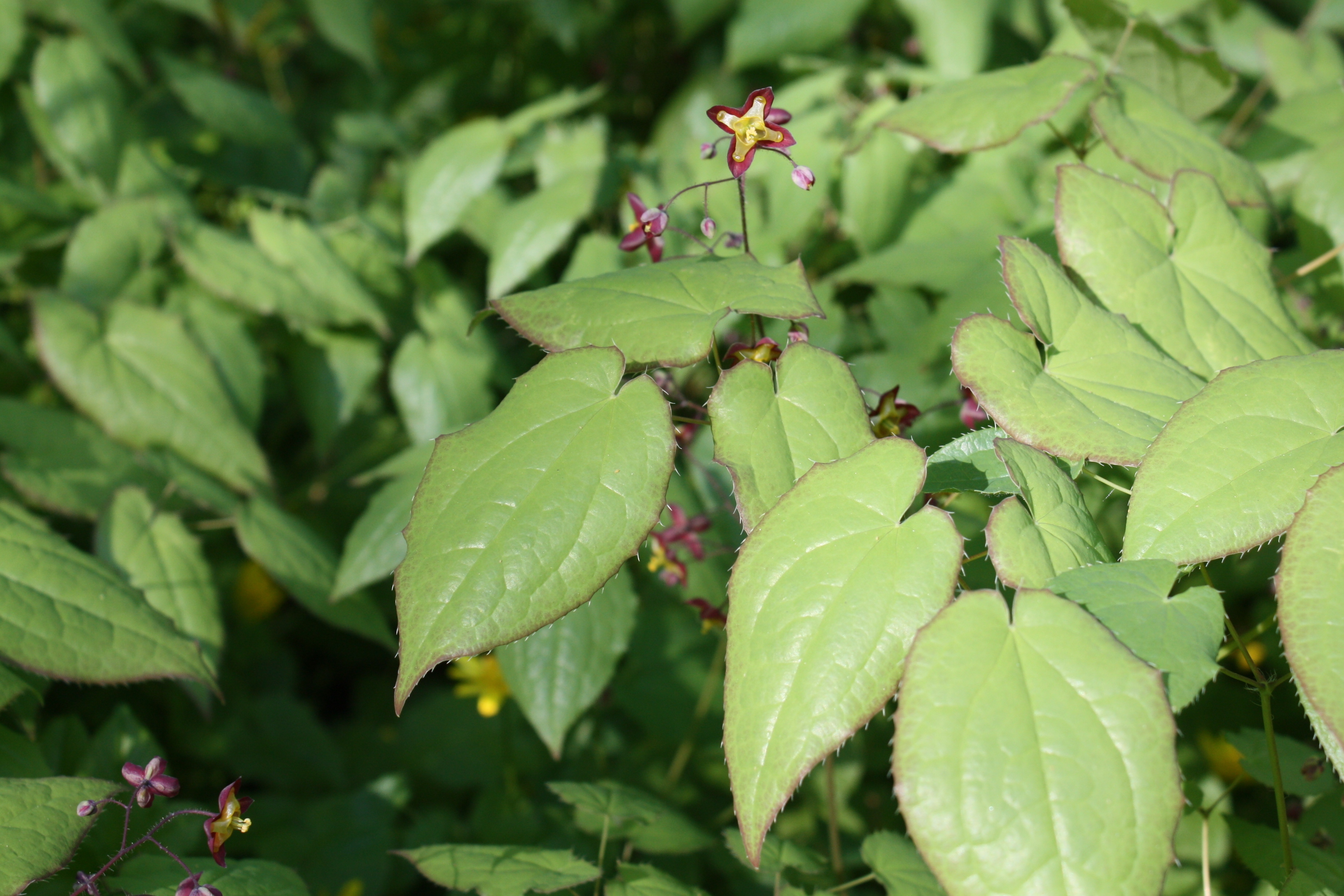
أبيمديون ألبي
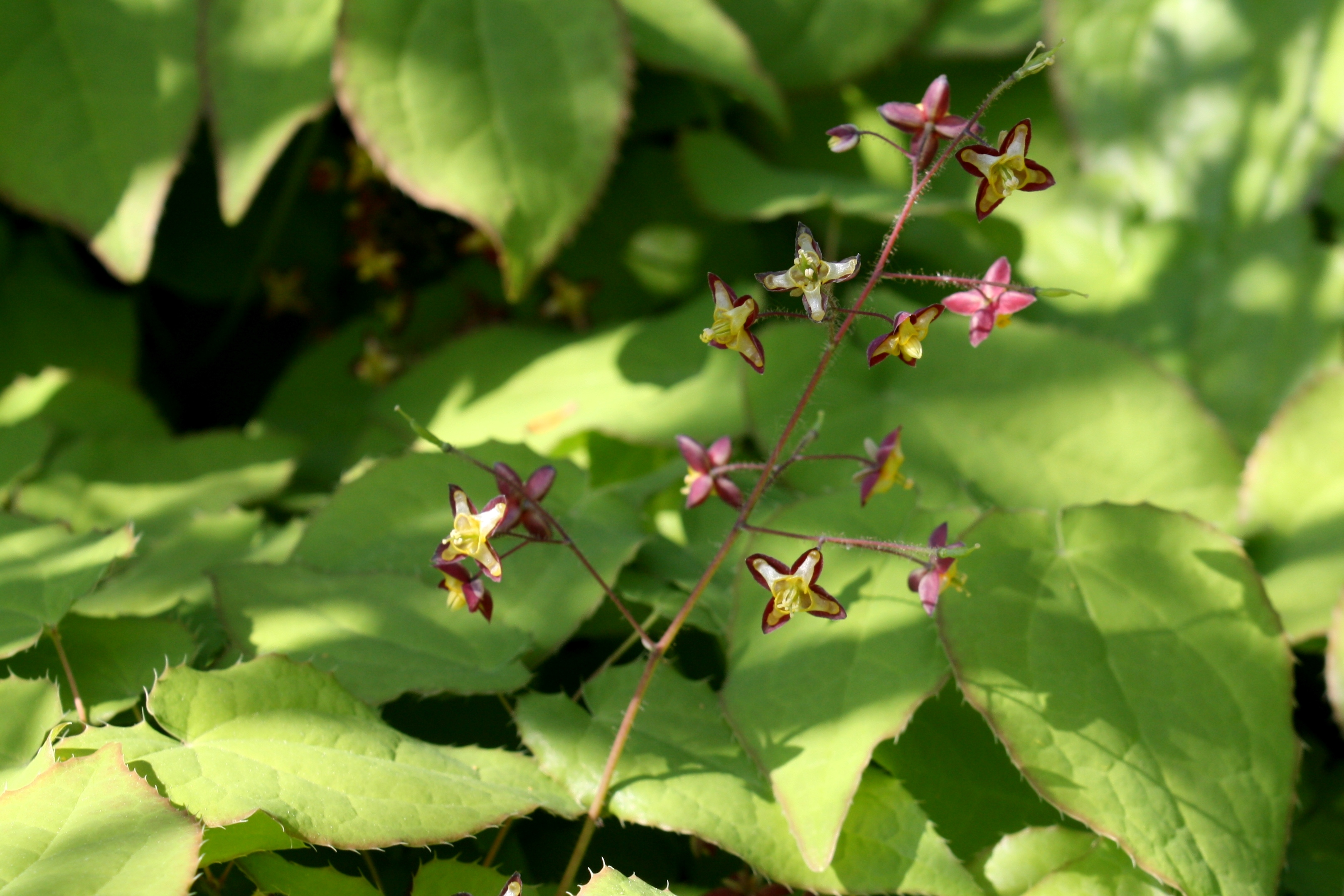
أبيمديون ألبي
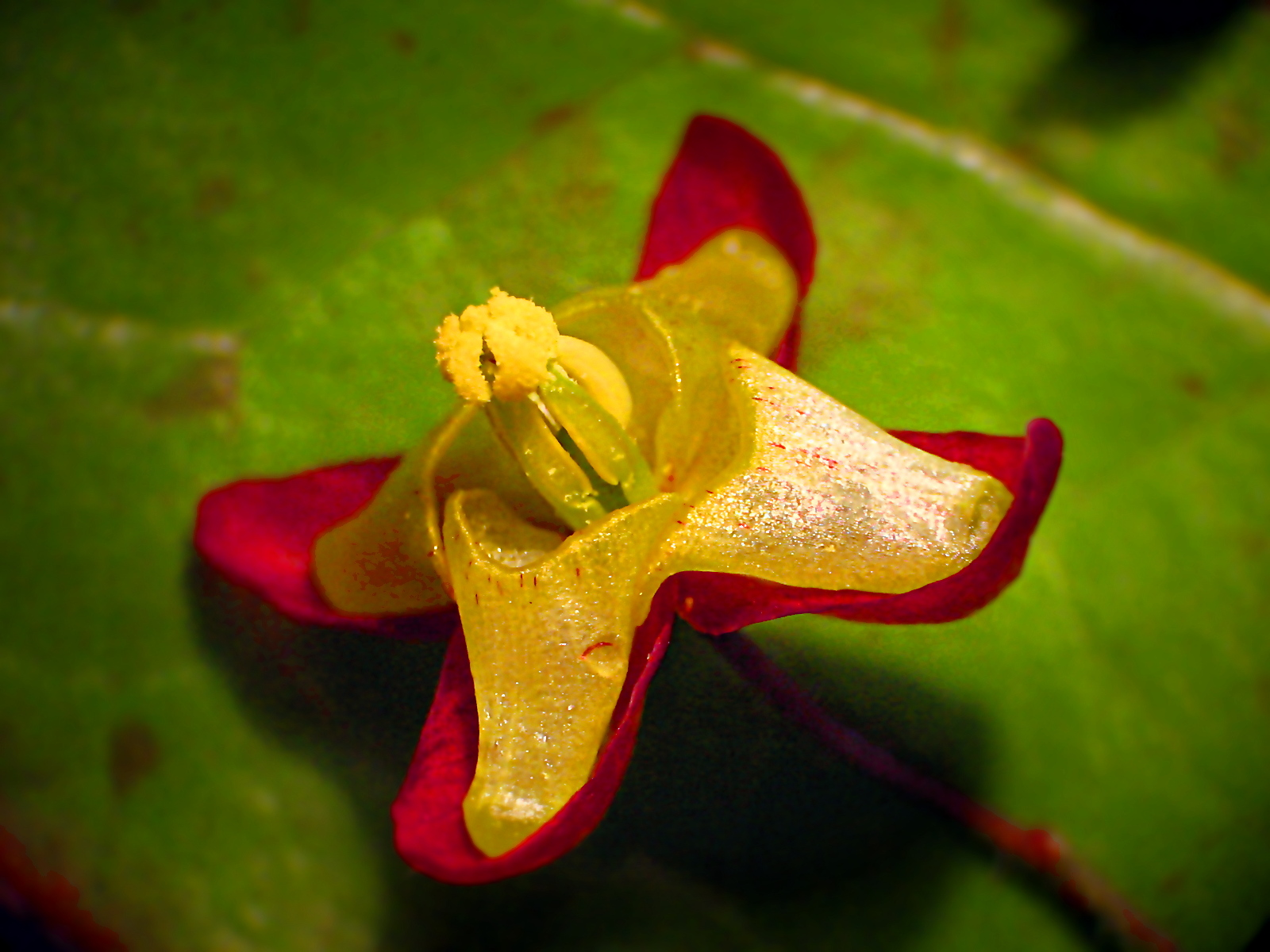
أبيمديون ألبي
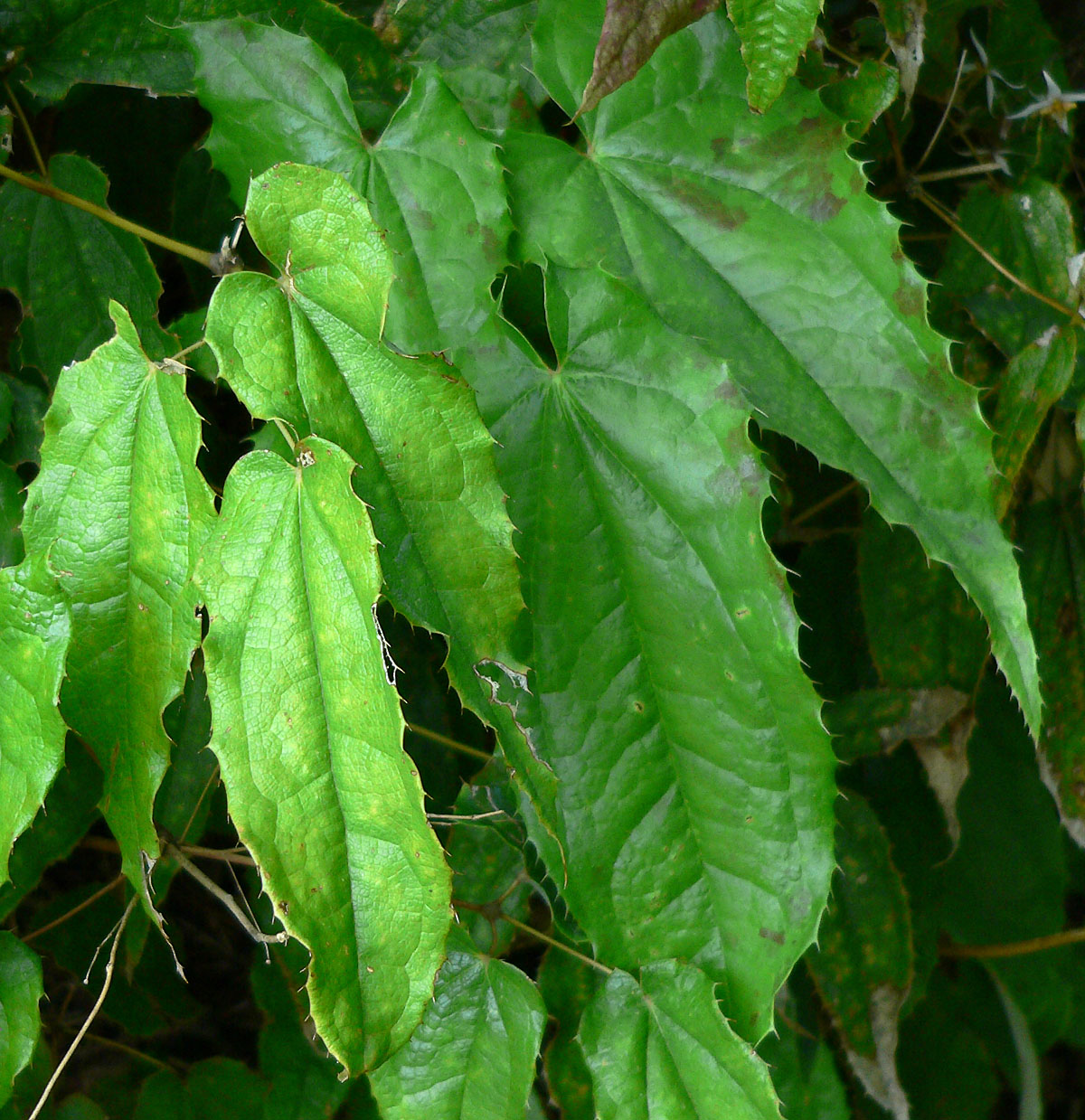
أبيمديون أزغب
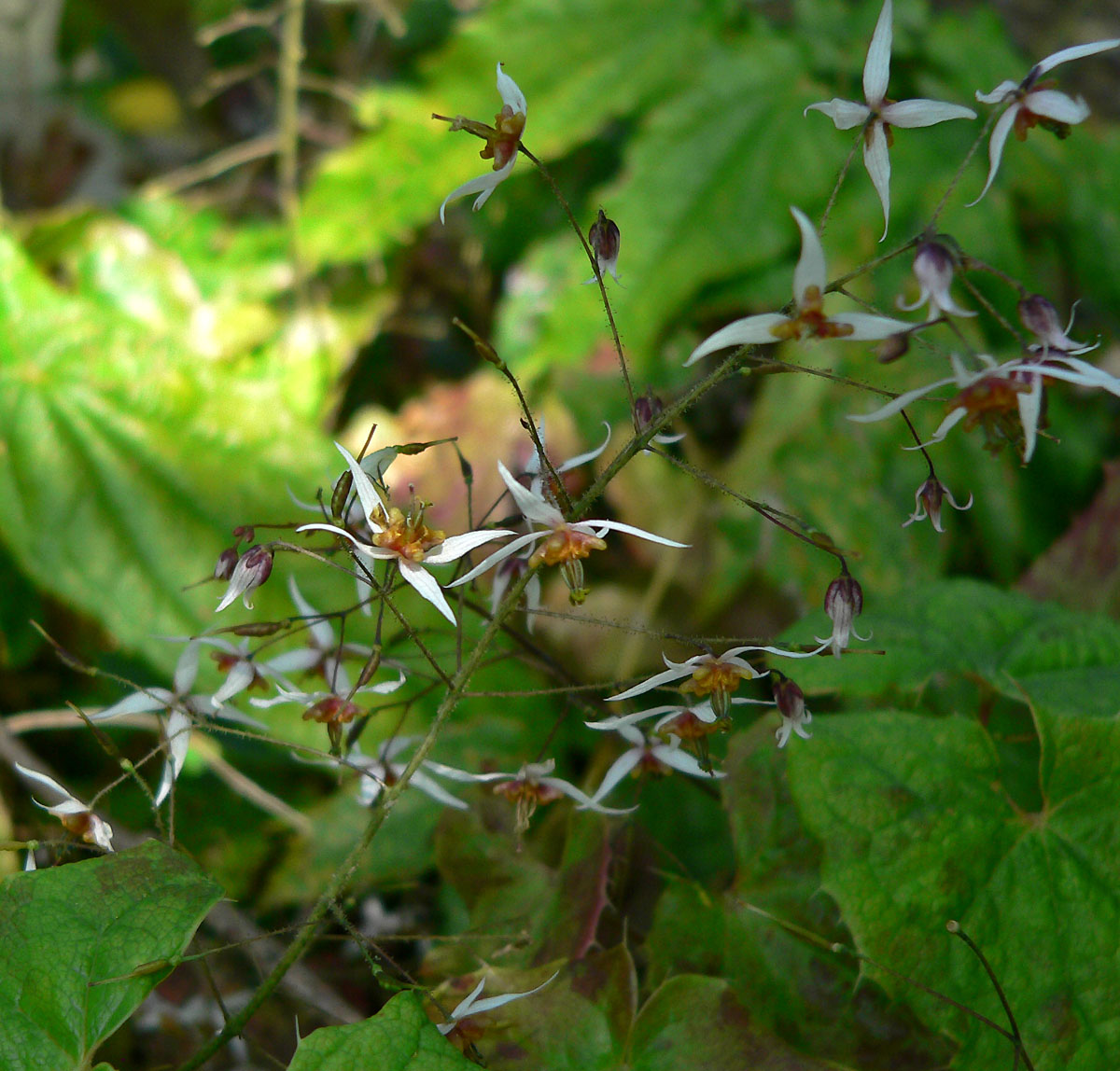
أبيمديون أزغب
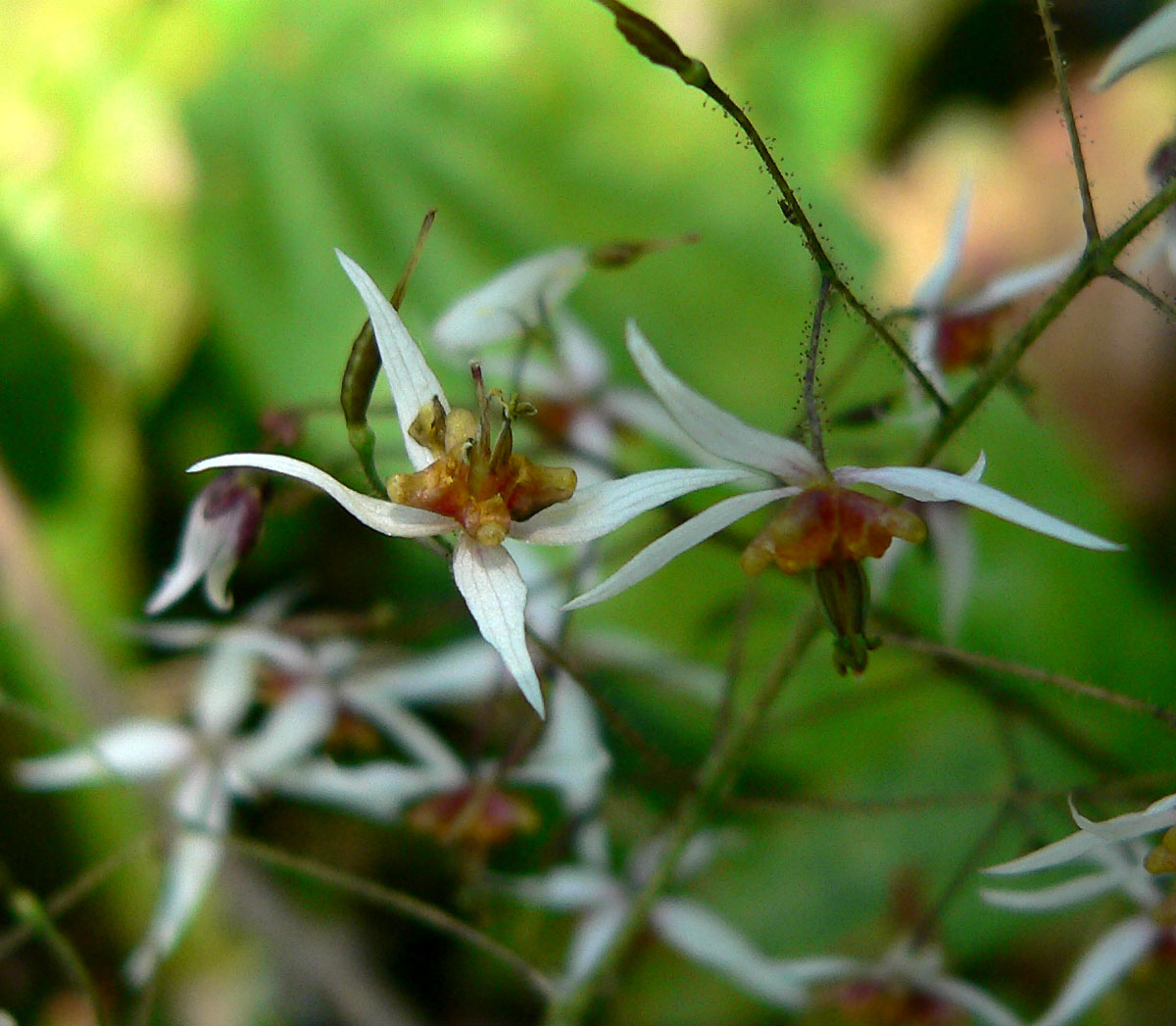
أبيمديون أزغب
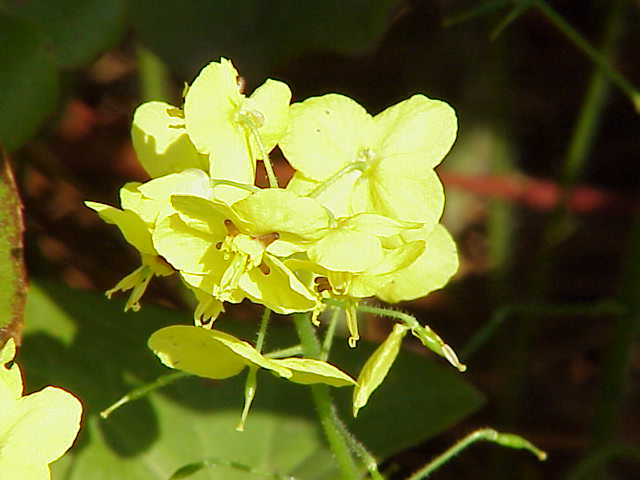
أبيمديون ريشي
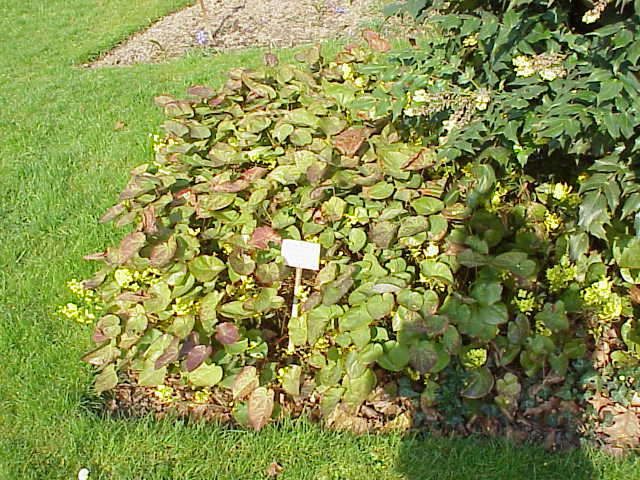
أبيمديون ريشي
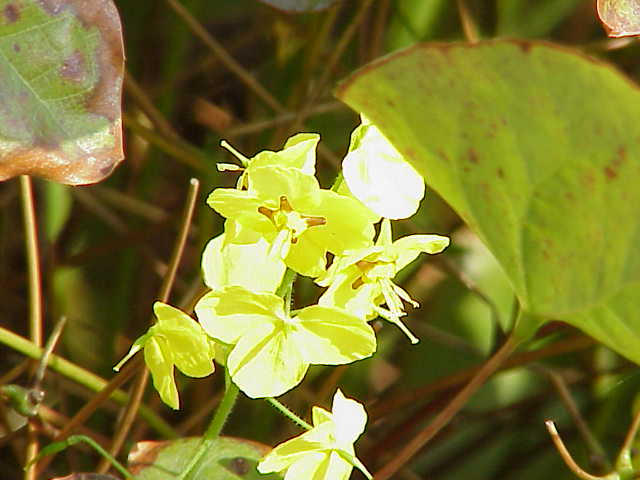
أبيمديون ريشي
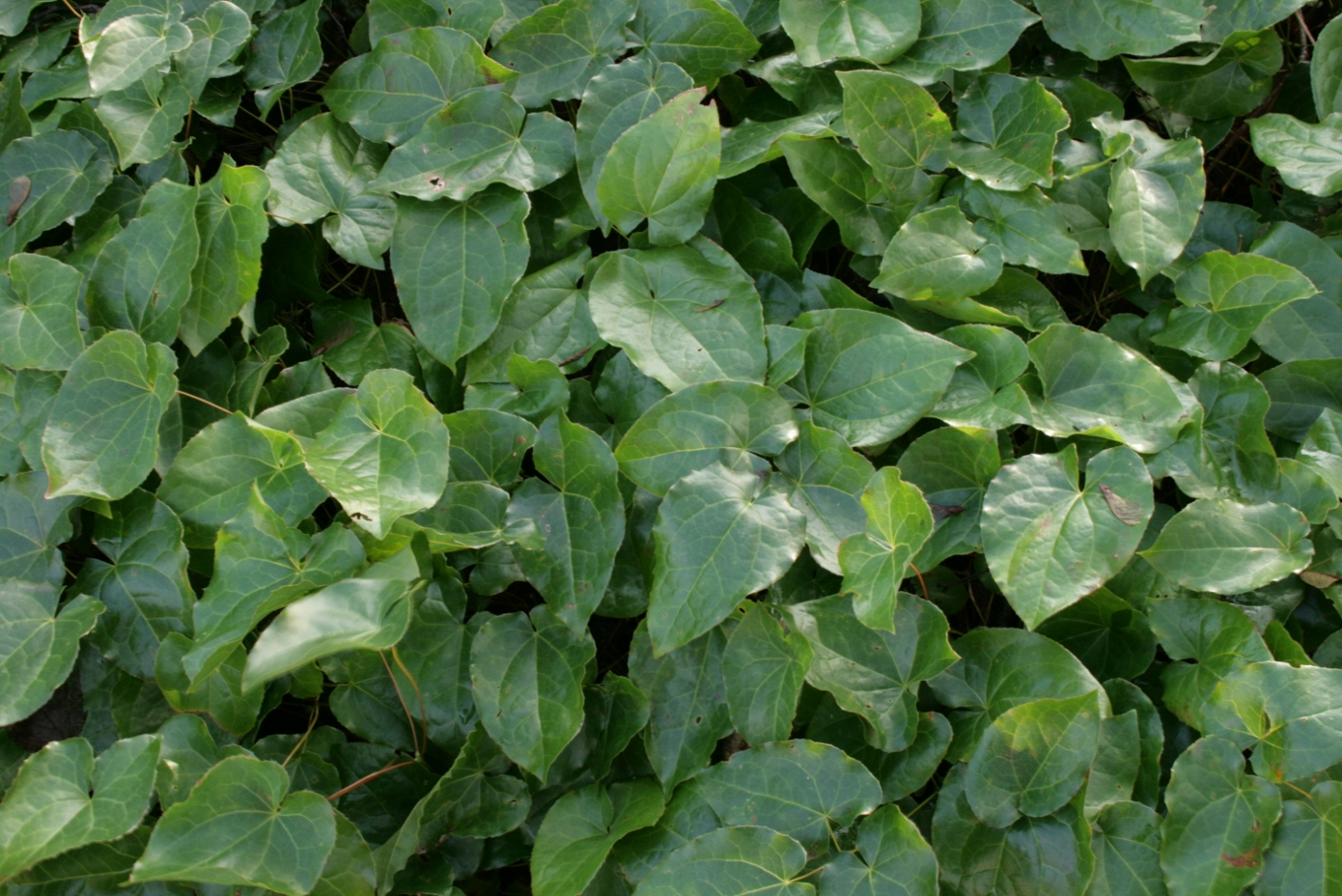
أبيمديون ريشي
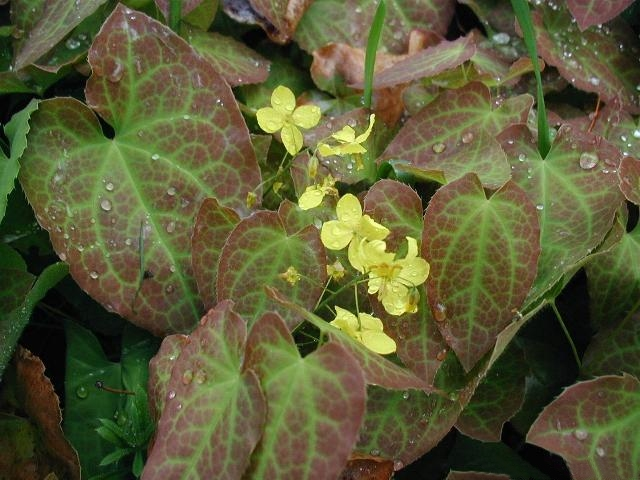
أبيمديون ريشي
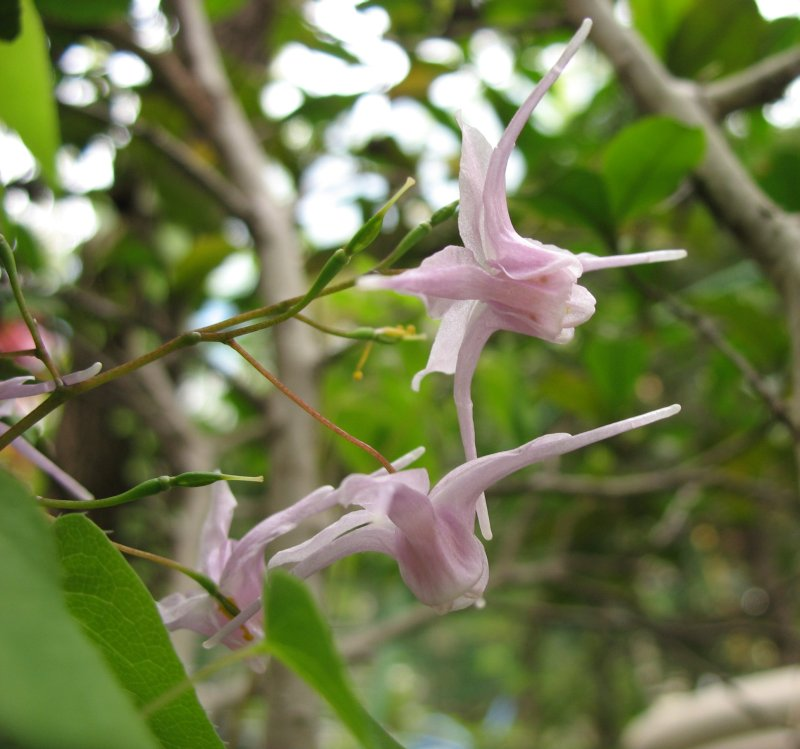
أبيمديون كبير الأزهار
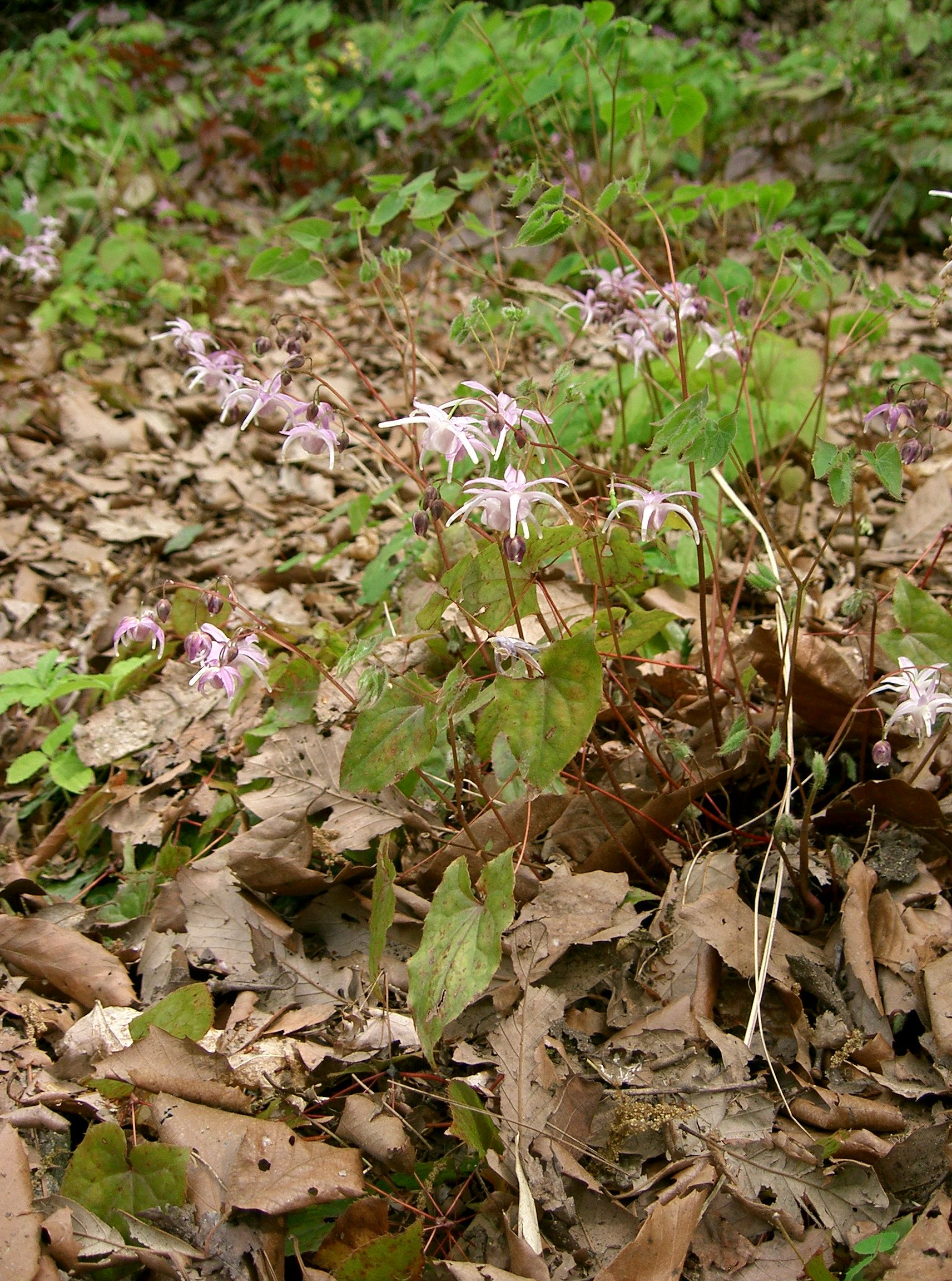
أبيمديون كبير الأزهار
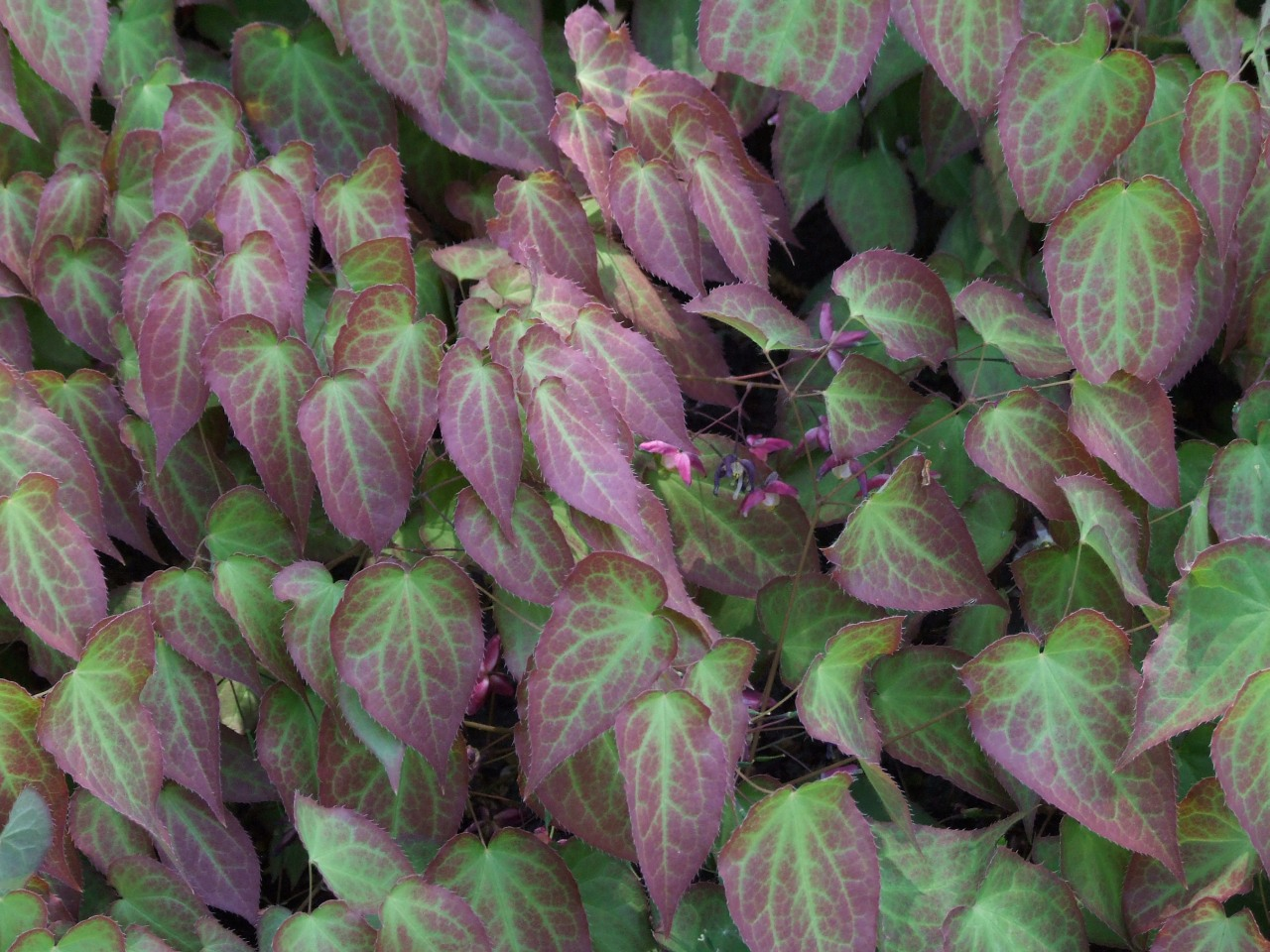
أبيمديون كبير الأزهار